# T-35皮蘭教練機
T-35皮蘭教練機（西班牙語：T-35 Pillán，意指火山或祖靈)是一款由智利研製的螺旋槳教練機。

## 發展

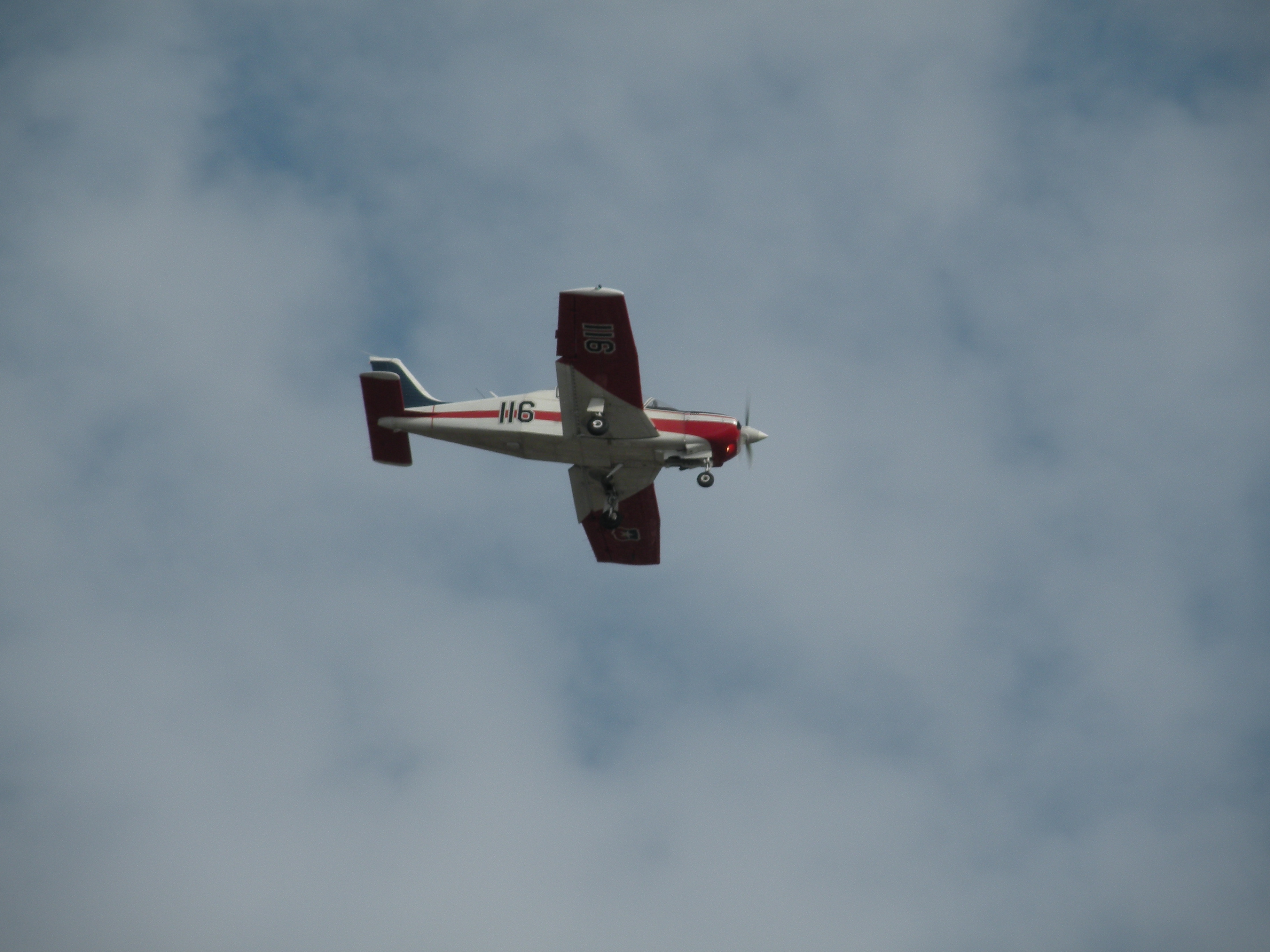
飛行中的智利空軍T-35

雖然智利共同防禦條約曾依靠獲得一批美製軍武，但由於1976年的武器禁運，智利無法取得更新型的設備，因此智利尋求派珀航空製造新型的初級教練機。基於PA-32R，派珀研製出Piper PA-28R-300 Pillan首架原型機XBT並於1981年3月6日首飛，於1982年將YBT交付給智利空軍測試。派珀航空共製造140套組件並交付各地自己組裝。1985年8月，ENAER向智利空軍航空學院交付了第一架量產機。西班牙則由CASA在當地組裝。

## 型號
- Piper PA-28R-300 Pillan

由派珀航空製造的原型機，共2架(分別為XBT和YBT)
- T-35A

1990年交付給智利空軍的兩座初級訓練機，共60架
- T-35B

1990年交付給智利空軍的兩座儀表訓練機，共20架
- T-35C

1987年交付給西班牙空軍版本，編號為，E.26 Tamiz，共41架
- T-35D

交付給巴拿馬和巴拉圭的教練機版本
- T-35DT

配備Allison 250-B17D渦輪發動機的版本，原始編號為T-35XT
- T-35S

單座特技飛行版本
- T-35T Aucan

改進的渦輪螺旋槳發動機版本
- Pillan 2000

1998年提議的帶有新機翼的改進版本

## 服役國家

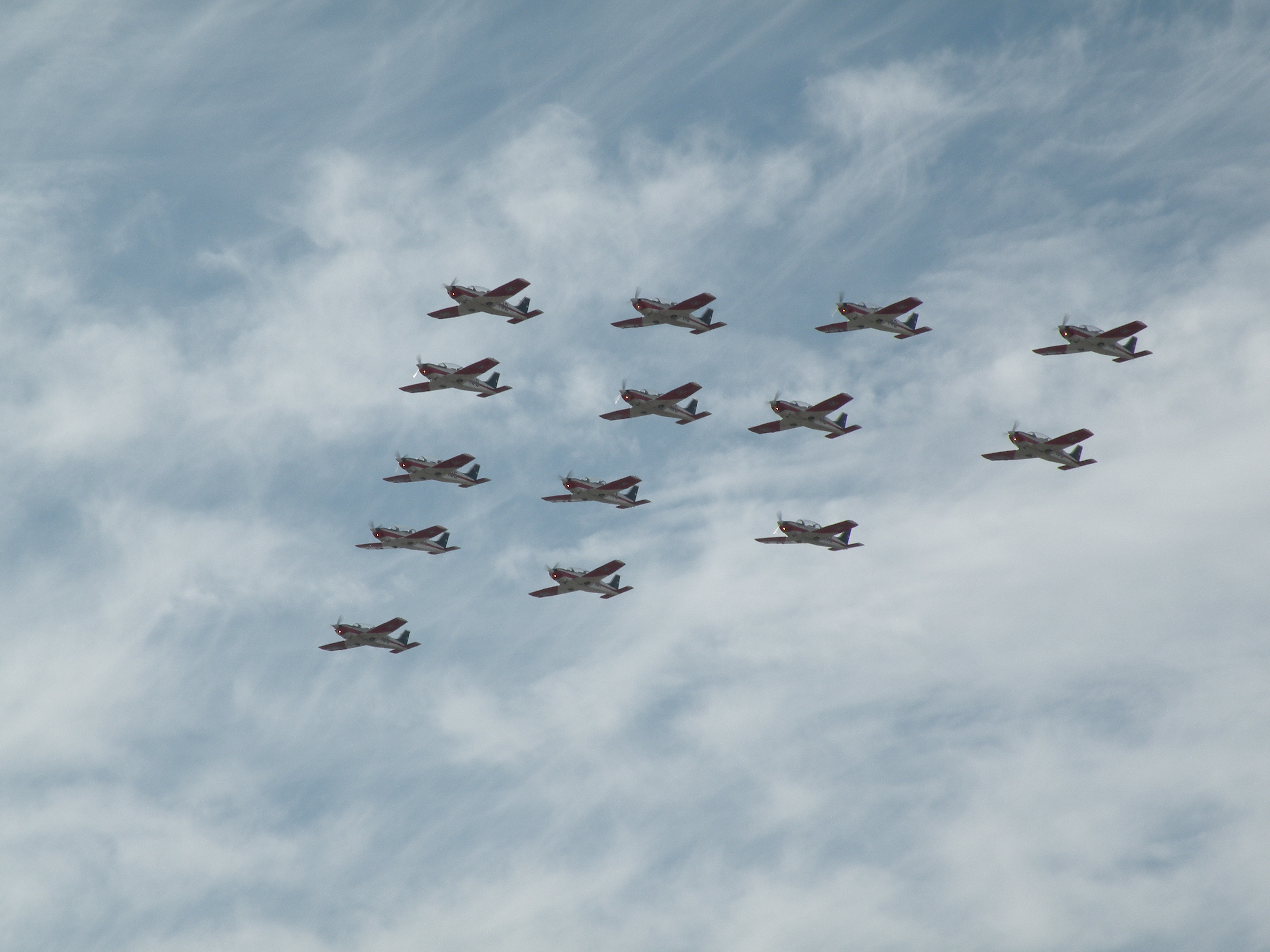
智利空軍的T-35編隊

- 智利
- 薩爾瓦多
- 巴拿马
- 巴拉圭
- 西班牙

## 外部連結
（页面存档备份，存于）]